# Elisabeth Stein

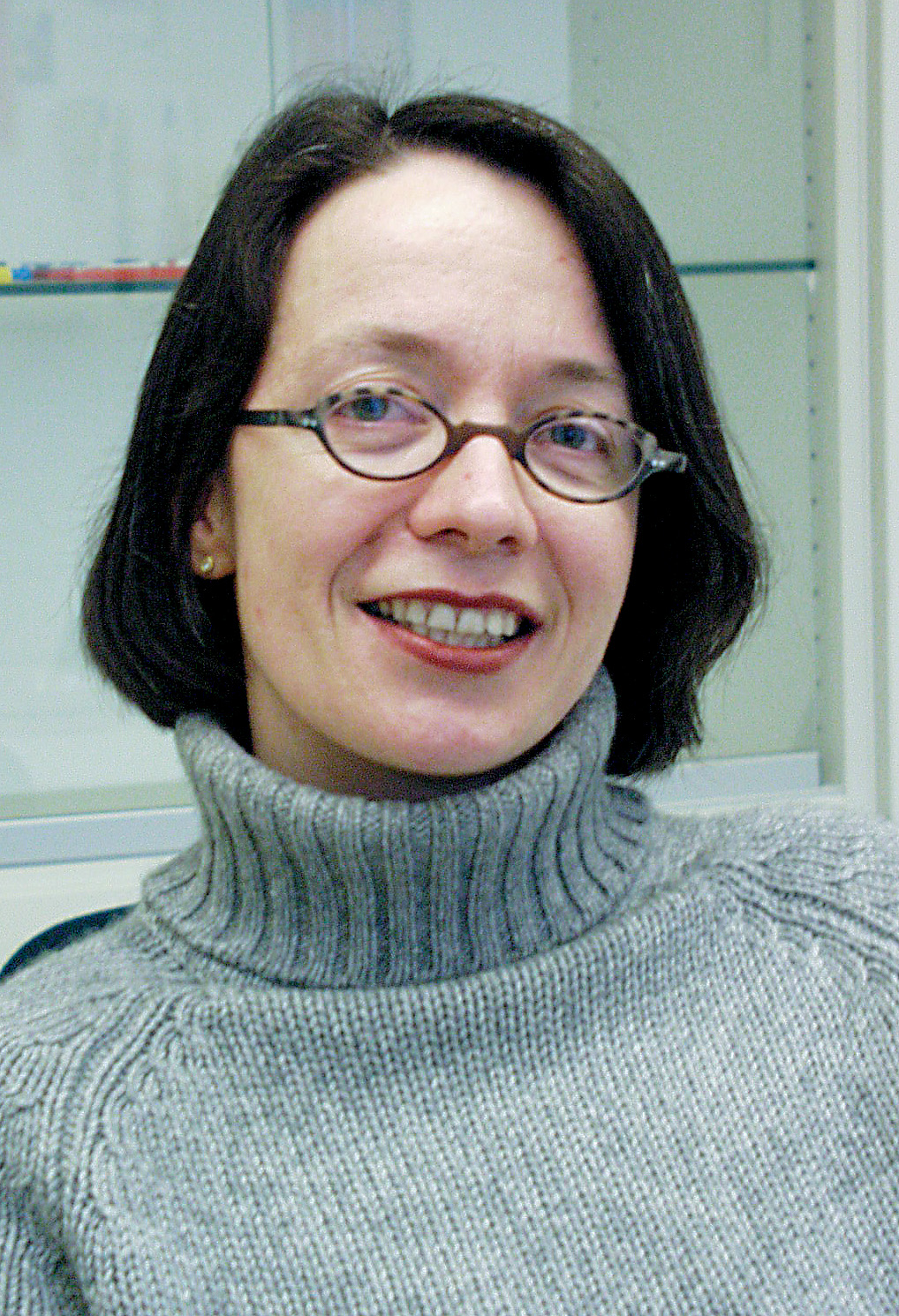
Elisabeth Stein, Pressephoto von 2003

Elisabeth Stein (* 18. Dezember 1961) ist eine deutsche Klassische und mittellateinische Philologin.

## Werdegang
Elisabeth Stein promovierte 1989 an der Universität Freiburg bei Wolfgang Kullmann in Gräzistik. Dort dozierte sie im Bereich der Latinistik. 1996 folgte ihre Habilitation über die Satire im Mittelalter ebenfalls in Freiburg. Dieser folgte der Ruf an die Bergische Universität Wuppertal. Im Jahre 2003 war sie Dekanin des Fachbereichs Sprach- und Literaturwissenschaften bis zu dessen Auflösung. Sie hat einen der Lehrstühle der Mediävistik im Bereich der Allgemeinen Literaturwissenschaft der Bergischen Universität Wuppertal inne und forscht zurzeit über den Renaissance-Historiker Paolo Giovio.
Elisabeth Stein lebt in Remscheid.

## Schriften
- Autorbewußtsein in der frühen griechischen Literatur (= ScriptOralia. Reihe A: Altertumswissenschaftliche Reihe. 3). Gunter Narr, Tübingen 1990, ISBN 3-8233-4234-7 (Zugleich: Freiburg (Breisgau), Universität, Dissertation, 1989).
- Leben und Visionen der Alpais von Cudot. (1150–1211) (= ScriptOralia. 77). Neuedition des lateinischen Textes mit begleitenden Untersuchungen zu Autor, Werk, Quellen und Nachwirkung. Gunter Narr, Tübingen 1995, ISBN 3-8233-4567-2.
- als Herausgeberin mit Thomas Ehlen, Johannes Mangei: Visio Edmundi monachi de Eynsham. Interdisziplinäre Studien zur mittelalterlichen Visionsliteratur (= ScriptOralia. Reihe A: Altertumswissenschaftliche Reihe. 25). Gunter Narr, Tübingen 1998, ISBN 3-8233-5415-9.
- Clericus in speculo. Studien zur lateinischen Verssatire des 12. und 13. Jahrhunderts und Erstedition des „Speculum prelatorum“ (= Mittellateinische Studien und Texte. 25). Brill, Leiden u. a. 1999, ISBN 90-04-11329-0 (Zugleich: Freiburg (Breisgau), Universität, Habilitations-Schrift, 1996).